# Alekszandr Alekszandrovics Dragunov
Alekszandr Alekszandrovics Dragunov (Александр Александрович Драгунов; Szentpétervár, 1900. március 6. – Leningrád, 1955. február 21.; kínai neve pinjin hangsúlyjelekkel: Lóngguǒfū; magyar népszerű: Lung-kuo-fu; hagyományos kínai: 龍果夫; egyszerűsített kínai: 龙果夫) orosz nyelvész, sinológus, tibetológus.

## Élete, munkássága
Nyelvészeti, sinológia munkássága legjelentősebb eredményeit a 12–14 századi mandarin kínai nyelv hangtörténeti rekonstrukciójával, valamint kínai dialektológiai vizsgálataival érte el. Ezeken kívül jelentős még a tibeti hangtörténeti kutatása is.

## Főbb művei
- Dragunov, A. A. 1929. "Binoms of the Type <ni Tsu> in the Tangut-Chinese Dictionary." In <Akad. Nauk Doklady>, series B, 145-8.
- Dragunov (1930) "The hPhags-pa Script and Ancient Mandarin" Известия Академии наук СССР. Bulletin de l'Académie des Sciences de l'Union des Républiques Soviétiques Socialistes. VII série. Classe des humanités. 9: 627-647.
- Dragunov, Aleksandr A. (1931). "Review of Simon, W., Tibetisch-Chinesische Wortgleichungen." Orientalistische Literaturzeitung 26: 1085-90.
- Dragunov, Aleksandr A. (1936). “Voiced plosives and affricates in ancient Tibetan.” Bulletin of the Institute of History and Philology, Academia Sinica 7: 165-174.
- Dragunov, Aleksandr A. / Драгунов, Александр А. 1939. Особенности фонологическои системы древнетибетского языка / Osobennosti fonologičeskoi sistemy drevnetibetskogo jazyka. Эаписки института востоковеденииа Акад. Наук ССР / Zapiski Instituta vostokovedeniia Akad. Nauk SSR 7: 284-295.
- Dragunov, Aleksandr A. Исследования в области дунганской грамматики, ч. 1 – Категория вида и времени в дунганском языке (диалект Ганьсу), "Труды Ин-та востоковедения АН СССР", 1940, т. 27; "Proceedings of the Institute of Oriental Studies, Academy of Sciences of the USSR", 1940, vol 27.
- Dragunov, Aleksandr A. Исследования по грамматике современного китайского языка, т. 1, М.–Л., 1952.
- Грамматическая система современного китайского разговорного языка, Л., 1962.